# ناداشدلادانی
ناداشدلادانی (به مجاری:  Nádasdladány) یک شهرداری در مجارستان است که در ناحیه سکش‌فهروار واقع شده‌است. ناداشدلادانی ۲۶٫۳۵ کیلومتر مربع مساحت و ۱٬۸۷۲ نفر جمعیت دارد.